# Pacifigorgia cairnsi
Pacifigorgia cairnsi is een zachte koraalsoort uit de familie Gorgoniidae. De koraalsoort komt uit het geslacht Pacifigorgia. Pacifigorgia cairnsi werd in 2003 voor het eerst wetenschappelijk beschreven door Breedy & Guzman. 